# Kupfergoldmulle
Die Kupfergoldmulle (Amblysomus), auch Afrikanische Goldmulle oder Kupfermulle genannt, sind eine Säugetiergattung aus der Familie der Goldmulle (Chrysochloridae). Die Gattung umfasst gegenwärtig sechs Arten, von denen der Hottentotten-Goldmull die am weitesten verbreitete, bekannteste und am besten erforschte ist; allerdings lassen genetische Untersuchungen annehmen, dass dieser sich aus mehreren kryptischen Arten zusammensetzt. Alle Vertreter sind im südlichen Afrika beheimatet und bewohnen zumeist mittelfeuchte offene bis geschlossene Landschaften mit lockeren Böden. Sie leben wie die anderen Goldmulle auch unterirdisch, woran sie mit einem spindelförmigen Körper und kräftigen Grabkrallen an den Vorderfüßen angepasst sind. Mit diesen legen sie ausgedehnte Tunnelsysteme an, die aggressiv verteidigt werden. Ihre Hauptnahrung besteht aus Wirbellosen, die Fortpflanzung ist allgemein wenig untersucht. Die Gattung wurde bereits 1848 eingeführt, erst gegen Ende des 20. Jahrhunderts konnte aber Klarheit über ihre taxonomische Zusammensetzung geschaffen werden. Mit Ausnahme des Hottentotten-Goldmulls sind die Arten in ihrem Bestand mehr oder minder bedroht.

## Merkmale

### Habitus
Die Kupfergoldmulle sind kleine bis mittelgroße Vertreter der Goldmulle (Chrysochloridae). Die Kopf-Rumpf-Länge beträgt bei Marleys Goldmull (Amblysomus marleyi) als kleinster Form 9 bis 12 cm, der Robuste Goldmull (Amblysomus robustus) stellt mit 11,8 bis 14,3 cm Länge die größte Art dar. Das Gewicht schwankt entsprechend zwischen 30 und 98 g. Wie bei allen Goldmullen ist der Körperbau der Tiere an eine unterirdisch grabende Lebensweise angepasst; sie ähneln dadurch den Maulwürfen, mit denen sie jedoch nicht verwandt sind. Der Körper ist spindelförmig gestaltet, Ohren und Schwanz sind äußerlich nicht sichtbar. Ebenso sind die Augen mit Fell bedeckt, während die Schnauze ein lederartiges Polster trägt, das ebenfalls der Grabtätigkeit dient. Das Fell wird durch dunkle grauschwarze bis rötlichbraune Farbtöne charakterisiert, denen die Kupfergoldmulle auch ihren Namen verdanken, die Unterseite erscheint aber meist etwas heller. Die Gliedmaßen besitzen einen kräftigen und kurzen Bau, die Hände verfügen über vier, die Füße über fünf Strahlen. Die Vordergliedmaßen sind zu Grabwerkzeugen umgebildet, sie tragen am Mittelstrahl (Finger III) jeweils eine besonders massive Grabklaue, die anderen Krallen sind entsprechend kürzer.

### Schädel- und Gebissmerkmale
Der Schädel besitzt eine Länge von 22,4 bis 32 mm und eine Breite von 13,9 bis 20,4 mm. Insgesamt ist er konisch gestaltet und zeichnet sich durch ein verlängertes Rostrum aus. Die größte Schädelbreite liegt im Bereich des Hirnschädels. Im Vergleich mit anderen Goldmullen ist der Schädel aber verhältnismäßig schmal, die größte Breite erreicht weniger als 70 %, der größten Länge, die Gaumenbreite beträgt weniger als 29 % der Schädellänge. Der Jochbogen ist vollständig geschlossen, er läuft hinten nicht in breite Platten aus, wie sie etwa bei den Riesengoldmullen (Chrysospalax) vorkommen. Im Mittelohr ist der Hammer nicht vergrößert ausgebildet, wodurch dieses eher ursprünglich erscheint, sein Gewicht liegt in der Regel bei unter 1 mg. Das Gebiss der Kupfergoldmulle umfasst 36 Zähne, die Zahnformel lautet: {\displaystyle {\frac {3.1.3.2}{3.1.3.2}}}. Der Eckzahn ähnelt den Schneidezähnen, die Prämolaren verfügen über zwei spitze Höcker (bicuspid oder sectorial). Die Molaren dagegen haben drei Höckerchen (tricuspid) und ein gut entwickeltes Talonid in der unteren Zahnreihe (ein tiefliegender Vorsprung der Kaufläche, in den einer der Haupthöcker der oberen Molaren bei Gebissschluss greift). Der hinterste, dritte Molar ist nur selten ausgebildet. Die gesamte Zahnreihe vom Eckzahn bis zum letzten Molaren beträgt 5,3 bis 7,6 mm.

## Verbreitung
Die Kupfergoldmulle sind im südlichen Afrika heimisch. Sie bewohnen verschiedene Habitate in Maputaland-Pondoland-Albany, einer biogeographischen Zone entlang der südöstlichen Küste Afrikas, welche als Biodiversitäts-Hotspot gilt. Die einzelnen Populationen sind an mittelfeuchte (mesische) Landschaften angepasst. Dadurch kommen sie in Teilen des Fynbos, des Highveld und der küstennahen Waldzone vor, die Höhenverbreitung reicht vom Meeresspiegelniveau bis auf 3.300 m. Hauptsächlich sind die Tiere in Gras- und Waldländern, in gebirgigen Strauchlandschaften und in Savannen anzutreffen. Mit Ausnahme des Hottentotten-Goldmulls (Amblysomus hottentotus), der ein weites Verbreitungsgebiet aufweist, haben die anderen Arten ein lokal sehr beschränktes Auftreten. Aufgrund ihrer unterirdischen Lebensweise sind die Tiere an sandige bis lehmige Böden gebunden und tolerieren keinen felsigen Untergrund. Allerdings dringen sie teilweise auch in kultivierte Landschaften wie Gärten oder Plantagen vor.

## Lebensweise

### Territorialverhalten
Die Lebensweise ist nur beim Hottentotten-Goldmull, besser erforscht, dürfte aber bei allen Arten ähnlich sein. Wie alle Goldmulle leben die Tiere größtenteils unterirdisch, wo sie Gänge knapp unter der Erdoberfläche zur Nahrungssuche und tieferliegende Gänge und Baue als Ruheplätze anlegen. Die Kupfergoldmulle leben einzelgängerisch und reagieren aggressiv auf Artgenossen, sie zeigen dadurch ein ausgeprägtes territoriales Verhalten. Die Aktivitäten können sowohl tagsüber als auch nachts stattfinden, sie sind abhängig von der Umgebungstemperatur des Erdbodens. Bei zu hohen oder sehr niedrigen Bodentemperaturen fallen die Tiere in einen Torpor. An der Erdoberfläche sind sie nur selten anzutreffen. Es wird vermutet, dass aufgrund des normal gebauten, nicht aufgeblähten Hammers im Mittelohr die Kupfergoldmulle im Gegensatz zu einigen anderen Goldmullen nur bedingt niederfrequente Geräusche und seismische Signale wahrnehmen können und deshalb die Erdoberfläche meiden. Als mögliches akustisches und/oder seismisches Kommunikationsmittel mit Artgenossen wurden Kopfschläge gegen die Wände der Baue beobachtet, was wiederum bei Goldmullen mit vergrößertem Hammer nicht vorkommt. Darüber hinaus sind auch verschiedene Lautäußerungen dokumentiert.

### Ernährung
Die Nahrung der Kupfergoldmulle besteht überwiegend aus Wirbellosen, den größten Anteil haben Regenwürmer und Insekten sowie deren Larven. Die Beute wird unterirdisch aufgespürt, was wohl weitgehend über Berührung oder eventuell auch Vibration und weniger über den Geruchssinn erfolgt.

### Fortpflanzung
Die Fortpflanzung der Kupfergoldmulle ist wenig erforscht. Die unterirdische Lebensweise und die wenig entwickelten Augen lassen eine Partnerwahl über optische Reize nicht zu, möglicherweise haben dadurch Lautäußerungen und Duftmarken eine größere Bedeutung. Untersuchungen führen zu der Vermutung, dass die Länge des Penis eine gewisse Rolle spielt, da den Ergebnissen zufolge eine positive Übereinstimmung zur Körpergröße, nicht aber zum Gewicht der Hoden und zu den Ausmaßen anderer Körperteile besteht. Demnach könnten Männchen mit längerem Penis einen Vorteil haben, da sie ihr Sperma während des Geschlechtsaktes näher am Ort der Befruchtung absetzen. Das Werbeverhalten besteht aus verschiedenen Lautäußerungen beider Geschlechter sowie aus Fußtrampeln und auf- und abwärtsführenden Kopfbewegungen beim Männchen. Die Weibchen bringen zwischen einem und drei Jungtiere zur Welt, die in einem mit Gras gepolsterten Bau aufwachsen. Die Jungen sind Nesthocker und haben demzufolge kein Fell. Sie verbleiben beim Hottentotten-Goldmull bis zu einem Gewicht von 35 bis 45 Gramm im Bau und werden dann von der Mutter vertrieben.

## Systematik

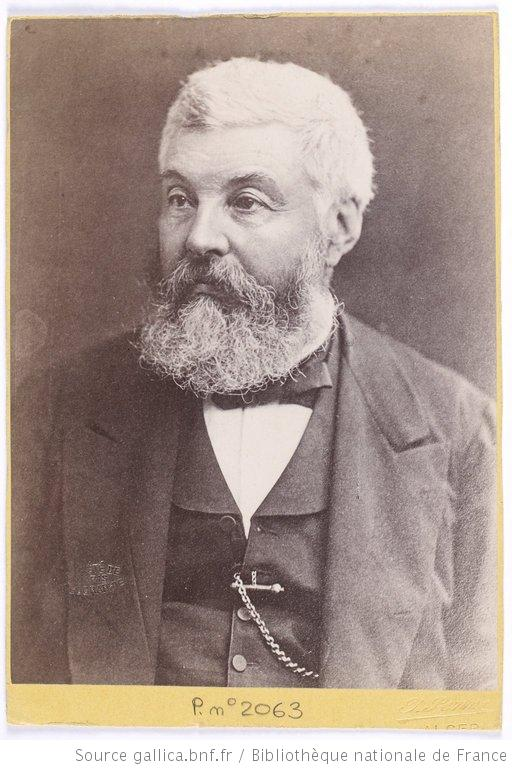
Auguste Pomel

Die Kupfergoldmulle bilden eine Gattung innerhalb der Familie der Goldmulle (Chrysochloridae) und der Überordnung der Afrotheria. Die Familie umfasst kleinere, bodengrabende Säugetiere, die endemisch in Afrika verbreitet sind, wobei ihr Schwerpunkt mit wenigen Ausnahmen im südlichen Afrika liegt. Die nächsten Verwandten der Goldmulle stellen die ebenfalls afrikanisch verbreiteten Tenreks (Tenrecidae) dar; beide zusammen formen die Ordnung der Afrosoricida. Laut molekulargenetischen Untersuchen trennten sich die Goldmulle und Tenreks im Übergang von der Oberkreide zum Paläozän vor rund 65 Millionen Jahren, während des Oligozäns vor etwa 28,5 Millionen Jahren begann eine stärkere Diversifizierung der Goldmulle.
Aufgrund der unterirdischen Lebensweise stellen die Goldmulle Habitatspezialisten dar, das Vorkommen zahlreicher Arten ist dadurch lokal deutlich begrenzt. Allerdings können innerhalb der Familie zwei ökologische Gruppen heraus differenziert werden. Eine umfasst Formen mit Anpassung an trockene bis teils halbwüstenartige Regionen, wie beispielsweise der Wüstengoldmull (Eremitalpa) oder die Kapgoldmulle (Chrysochloris). Die andere besteht aus Bewohnern offener Gras- und Savannenlandschaften sowie von Wäldern, etwa die Kupfergoldmulle, die Riesengoldmulle (Chrysospalax) oder Arends’ Goldmull (Carpitalpa). Die innere Gliederung der Familie ist bisher nicht vollständig geklärt. Häufig werden zwei oder drei Unterfamilien unterschieden, die sich über den Bau des Hammers im Mittelohr definieren: die Amblysominae mit einem normal gebauten Malleus, die Chrysochlorinae mit einem stark verlängerten Kopf des Malleus und die Eremitalpinae mit einem kugelig aufgeblähten Kopf des Malleus. Die beiden letztgenannten werden allerdings von einigen Wissenschaftlern auch zu einer Unterfamilie zusammengefasst, den Chrysochlorinae. Molekulargenetische Analysen konnten diese auf skelettanatomische Unterschiede beruhende Untergliederung bisher nicht vollständig bestätigen. Diesen zufolge bilden Neamblysomus und Carpitalpa die nächsten Verwandten der Kupfergoldmulle.
In der Vergangenheit wurden mitunter auch die Vertreter der Gattungen Neamblysomus, Chlorotalpa und Calcochloris in die Kupfergoldmulle eingegliedert. Die Gattungen unterscheiden sich aber in einigen anatomischen Merkmalen, etwa in der allgemeinen Schädelgestaltung und in speziellen Gebissmerkmalen. So beispielsweise fehlen den Kupfergoldmullen, aber auch den Angehörigen von Calcochloris weitgehend die hintersten (dritten) Mahlzähne, die bei den Vertretern von Neamblysomus und Chlorotalpa ausgebildet sind. Dem gegenüber besitzen die Kupfergoldmulle wiederum ein ausgeprägtes Talonid an den unteren Molaren, das zwar auch bei Chlorotalpa auftritt, nicht aber bei Neamblysomus und Calcochloris. Weitere Abweichungen finden sich in der Ausprägung des Zungenbeins. Daneben sind aber auch Unterschiede im Karyotyp feststellbar, sodass eine Aufspaltung in mehrere Gattungen gerechtfertigt erscheint.
Innerhalb der Gattung werden momentan sechs rezente Arten unterschieden:
- Fynbos-Goldmull (Amblysomus corriae Thomas, 1905); an der Südküste Südafrikas (Provinz Westkap).
- Hottentotten-Goldmull (Amblysomus hottentotus (A. Smith, 1829)); südöstliches Südafrika (Provinzen Ostkap und KwaZulu-Natal).
- Marleys Goldmull (Amblysomus marleyi Roberts, 1931); in der südafrikanischen Provinz KwaZulu-Natal.
- Amblysomus meesteri Bronner, 2000; bei Graskop und Mariepskop an den Drakensbergen südlich bis zum White River
- Robuster Goldmull (Amblysomus robustus Bronner, 2000); in der Highveld-Region in der südafrikanischen Provinz Mpumalanga.
- Highveld-Goldmull (Amblysomus septentrionalis Roberts, 1913); in der südafrikanischen Provinzen Mpumalanga und Freistaat.

Daneben ist eine ausgestorbene Art anerkannt:
- Amblysomus hamiltoni de Graaff, 1958

Die wissenschaftliche Erstbeschreibung von Amblysomus erfolgte durch Auguste Pomel im Jahr 1848. Er ordnete die Gattung damals in die Maulwürfe ein und sah sie als Untergattung von Chrysochloris an, der im Unterschied zu letztgenannter der hinterste Backenzahn und der vergrößerte Hammer im Mittelohr fehlt. Als Typusart gilt der Hottentotten-Goldmull.

## Zur Artenvielfalt der Kupfergoldmulle
Die Kupfergoldmulle stellen die formenreichste Gruppe der Goldmulle dar. Ihre Artzusammensetzung wandelte sich im Laufe der Zeit und ist bis heute Gegenstand der Diskussion, was aus ihrer unterirdischen und damit versteckten Lebensweise und ihren eng umrissenen Verbreitungsgebieten resultiert. Bis in die 1990er Jahre bestand unter anderem die Art Amblysomus iris, die teilweise unter der Bezeichnung „Zulu-Goldmull“ geführt wurde. Hier erbrachten morphometrische Untersuchungen, dass sich die Population, die ihr damals zugrunde gelegt wurde,  aus mehreren Arten zusammensetzte. So erwies sich die Typusform aufgrund der Schädelmerkmale als näher mit dem Hottentotten-Goldmull verwandt, eine weitere zeigte engere Beziehungen zu einer Gruppe, die heute als Fynbos-Goldmull bezeichnet wird. Genetische Analysen erbrachten im gleichen Zeitraum wiederum, dass eine dritte Gruppe innerhalb von Amblysomus iris einen abweichenden Chromosomensatz besitzt. So weisen die meisten Kupfergoldmulle 30 Chromosomenpaare auf, der Highveld-Goldmull, der ursprünglich die dritte Gruppe von Amblysomus iris repräsentierte, verfügt dagegen über 34, der Robuste Goldmull, eine bis dahin unbekannte Population innerhalb des Hottentotten-Goldmulls, sogar über 36. Diese Ergebnisse veranlassten Gary N. Bronner in der Mitte der 1990er Jahre die Art Amblysomus iris aufzulösen und folgend die Kupfergoldmulle in fünf Arten neu zu arrangieren, was daraufhin akzeptiert wurde. Im Jahr 2000 führte Bronner mit A. h. meesteri eine neue Unterart des Hottentotten-Goldmulls ein. Cytogenetische Untersuchungen aus dem Jahr 2008 erbrachten dann Abweichungen in der Telomerstruktur der Chromosomen, weswegen nach Meinung der Autoren A. h. meesteri als eine eigenständige, sechste Art der Kupfergoldmulle anzusehen wäre.
Die Eigenständigkeit von A. h. meesteri konnten weitere Genstudien aus den Jahren 2015 und 2019 nicht nur bestätigen, sie erbrachten darüber hinaus, dass der Hottentotten-Goldmull in seiner gegenwärtigen Definition nicht monophyletisch ist und seine bisherigen Unterarten höchstwahrscheinlich ebenfalls als weitgehend unabhängig aufzufassen sind. Zudem müssten aber auch A. h. natalensis aus der Region um Durban ebenso wie eine bisher unbenannte Population aus Mthatha als eigenständige taxonomische Einheiten betrachtet werden. Erstere Form war 1946 von Austin Roberts eingeführt worden, galt aber bisher als synonym zu A. h. pondoliae; aus genetischer Sicht besteht jedoch eine engere Bindung an A. h. iris. Letztere erfuhr bisher noch keine wissenschaftliche Beschreibung; hier sind die genetischen Daten momentan nicht eindeutig, da sowohl eine nähere Verwandtschaft mit A. h. pondoliae als auch mit A. h. longiceps möglich ist. Eine vorläufige Untersuchung aus dem Jahr 2018 sah zumindest A. h. meesteri und A. h. longiceps in einem eigenständigen Artstatus. Für die erstere Form erfolgte die Anerkennung im Jahr 2023.
Die Herausbildung der Kupfergoldmulle fällt in das Pliozän vor 5 bis 3 Millionen Jahren und ist mit der Anhebung des Great Escarpment verbunden, in deren Zusammenhang es zu einer dramatischen Relief- und lokalen Klimaveränderung kam. Darüber hinaus hatten wohl auch die erheblichen Klimaschwankungen als Resultat der sich abwechselnden Warm- und Kaltzeiten während des Pleistozäns einen Einfluss auf die weitere Diversifizierung der Kupfergoldmulle. Bisher fehlen noch zusätzliche Untersuchungen, die auch morphometrische Daten einschließen, um die jeweilige Eigenständigkeit der angenommenen neuen Arten zu bestätigen.

## Stammesgeschichte
Fossile Reste der Goldmulle sind äußerst selten. Möglicherweise für die Kupfergoldmulle ist ein nahezu vollständiger, rund 24 mm langer und 17 mm breiter Schädel aus der bedeutenden frühmenschlichen Höhlenfundstelle von Makapansgat in Südafrika belegt. Auffallend ist die kurze und breite Form des Schädels – die größte Breite des Schädels liegt bei 75 % der Länge – sowie die Ausbildung von nur neun Zähnen je Kieferhälfte. Zudem fehlen die typischen knöchernen Aufwölbungen an der Schläfengrube, die bei einigen Goldmullen, etwa den Kapgoldmullen (Chrysochloris) und dem Wüstengoldmull (Eremitalpa) den vergrößerten Kopf des Hammers im Mittelohr aufnehmen. Der Schädel wurde nicht im Schichtverband aufgefunden, war aber von einer gelblich-grauen Brekzie umhüllt. Weitere Reste wurden nicht entdeckt. Das Alter der Fundstelle datiert vom Pliozän bis in den Übergang zum Pleistozän vor 3,5 bis 2,5 Millionen Jahren. Gerrit de Graaff belegte das Fossil im Jahr 1958 mit der wissenschaftlichen Bezeichnung Chrysotricha hamiltoni. Die Gattungsbezeichnung Chrysotricha wurde in der ersten Hälfte des 20. Jahrhunderts häufig für den Gelben Goldmull (Calcochloris obtusirostris) verwendet, gilt aber heute als synonym zu Calcochloris. Austin Roberts nutzte sie in den 1920er Jahren, um Formen mit nur 36 Zähnen und fehlendem Talonid an den Unterkiefermolaren sowie mit breiten Schädeln von solchen mit gleicher Zahnanzahl, aber ausgebildetem Talonid und schmalen Schädeln der Gattung Amblysomus abzutrennen. In den 1960er bis 1980er Jahren sahen einige Forscher die Vertreter von Chrysostricha (Calcochloris) aber teilweise als zu den Kupfergoldmullen gehörig an. Percy M. Butler verschob die Fossilform Chrysostricha hamiltoni im Jahr 1978 daher ohne weitere Angabe von Gründen zu den Kupfergoldmullen, in denen sie heute noch geführt wird.

## Bedrohung und Schutz
Bis auf den Hottentotten-Goldmull, der relativ weit verbreitet ist, werden alle anderen Arten der Kupfergoldmulle von der IUCN als in ihrem Bestand mehr oder minder bedroht angesehen. Ihr Lebensraum ist stark begrenzt und von Veränderungen durch Land- und Forstwirtschaft oder durch Rohstoffförderung betroffen. Jedoch tolerieren die meisten Arten auch gewisse menschliche Überprägungen, da die Tiere unter anderem in Kulturlandschaften auftreten. Mit Ausnahme des Highveld Goldmulls sind die Kupfergoldmulle in lokalen Naturschutzgebieten präsent.